# Marco Baliani
Marco Baliani (Verbania, 1950) is een Italiaanse acteur, toneelschrijver en regisseur.

## Werk
In 1975 richtte Baliani het gezelschap Ruotalibera op waarmee hij kindervoorstellingen gaf; vanaf de jaren tachtig schreef hij ook stukken voor volwassenen. Met Kohlhaas (1989), een monoloog gebaseerd op Michael Koolhaas van Heinrich von Kleist, ontwikkelde hij het Italiaanse teatro di narrazione (verteltheater), waarbij een nauwelijks bewegende verteller het verhaal voordraagt. Van dit genre is hij anno 2010 samen met  Marco Paolini en Ascanio Celestini nog steeds een van de exponenten.
Als acteur werkte hij met regisseurs als Mario Martone, Francesca Archibugi en Cristina Comencini

## Bron
Dit artikel of een eerdere versie ervan is een (gedeeltelijke) vertaling van het artikel Marco Baliani op de Italiaanstalige Wikipedia, dat onder de licentie Creative Commons Naamsvermelding/Gelijk delen valt. Zie de bewerkingsgeschiedenis aldaar.
- Bibliothèque nationale de France: cb150306542 (data)
- Catàleg d'autoritats de noms i títols de Catalunya: 981058525311206706
- Gemeinsame Normdatei: 122763831
- International Standard Name Identifier: 0000 0000 6159 6849
- Library of Congress Control Number: n99016816
- Nationale Bibliotheek van Israël: 987007529076105171
- Istituto Centrale per il Catalogo Unico: RAVV041370
- Système universitaire de documentation: 059867817
- Virtual International Authority File: 57504032
- WorldCat: E39PBJfMgV6Mwr49cfvjGQY773